# Natalia Guitler
Natalia Guitler (nacida como Natalia Eugenia Guitler, el 4 de junio 1987 en la ciudad Río de Janeiro, Brasil) es una deportista de alta performance, profesional de Futvóley, Futmesa y Tenis. Es conocida por su gran habilidad por la pelota.

## Biografía
Natalia Guitler nació el 4 de junio de 1987 en la ciudad de Río de Janeiro, Estado de Río de Janeiro, Brasil. 
Su familia es originaria de Argentina, de donde sus padres emigraron en 1980. Es la cuarta hija de Leonor Rosa Maman y de Cesar Alberto Guitler. Tiene tres hermanos mayores, Gaston, Felipe y Lucas.
Con apenas cuatro años comenzó a jugar tenis, deporte que la llevó a vivir en Argentina por 5 años. Llegó a estar en el puesto n.º450 del ranking de la ATP.
Natalia ha ganado fama nacional e internacional al mostrar su categoría completa en partidos de futvóley y futmesa contra atletas conocidos como Neymar y Ronaldinho Gaúcho entre otros.
Su talento le valió la firma de un acuerdo con Puma, representando a la marca como embajadora del fútbol femenino y con Mikasa, firmando su pelota oficial de Futvóley.

## Distinciones
- Reina  de la  Playa (World Footvolley, 2019)
- Reina  de la  Playa (World Footvolley, 2018)
- Primera Campeona mundial femenina (Teqball, Budapest 2019)
- Campeã mundial de futevôlei (Rio de janeiro, Brasil 2021)